# Los dos padres de Peter
Peter’s Two Dads (titulado Los dos padres de Peter en España e Hispanoamérica) es el décimo episodio de la quinta temporada de la serie Padre de familia, emitido el 11 de febrero de 2007 a través de FOX. El episodio está escrito por Danny Smith y dirigido por Cyndi Tang junto con Greg Lovell.
La trama se centra en Peter quien, tras matar a Francis Griffin, descubre que este no es su padre, por lo que viaja hasta Irlanda para conocer a su padre biológico, el cual resulta ser «el borracho del pueblo». Por otro lado, Stewie pasa por la fase del «niño caprichoso» para malestar de Lois quien harta de su comportamiento le da un cachete. Como resultado, Stewie descubre que le gusta que le peguen.
Las críticas del episodio fueron en su mayor parte positivas por el argumento y las referencias culturales. Según la cuota de pantalla Nielsen, el capítulo fue visto por 7,97 millones de televidentes. También recibió una nominación al Emmy en la categoría de "Mejor Música y Composición» por el tema Drunken Irish Dad.

## Argumento

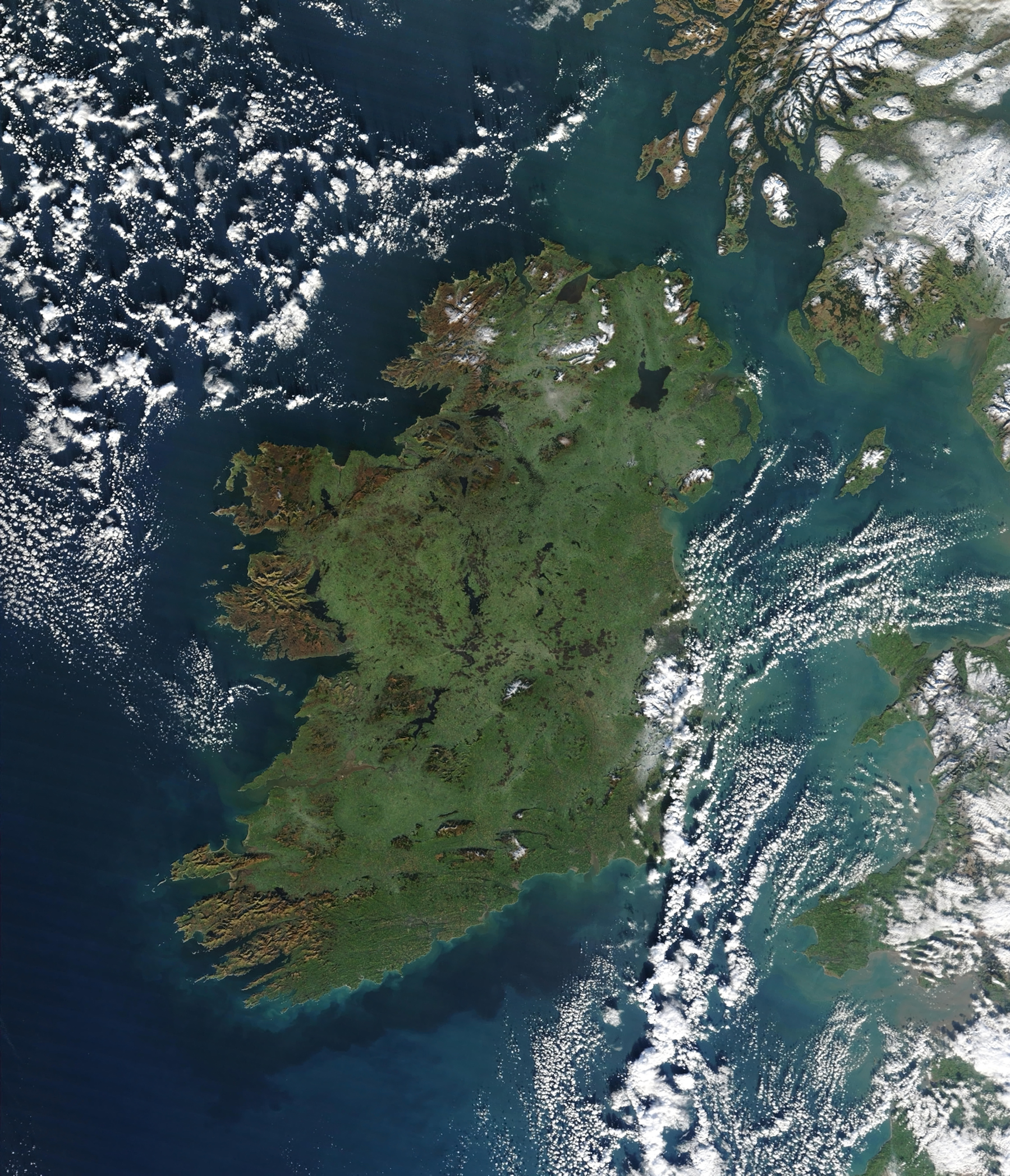
Vista satélite de la Isla de Irlanda donde tiene lugar la trama principal.

Se acerca el cumpleaños de Meg; sin embargo, ni Peter ni Lois conocen la fecha de su hija hasta que Chris les recuerda que se acerca su aniversario, desafortunadamente tampoco conocen la edad exacta de su propia hija, por lo que improvisan una fiesta de cumpleaños nada acorde con su reciente edad: 17 años, ya que todos los juegos resultan ser infantiles para ella. En un momento de la fiesta, Peter se disfraza de payaso vagabundo al mismo tiempo que bebe, actitud por la que su padre le reprende. Casualmente, sufre un percance cuando intenta bajar las escaleras subido en un monociclo y cae por la barandilla justo encima de Francis, el cual fallece en el hospital por sus graves heridas. Momentos antes del deceso, el ya difunto le dice a su hijo como últimas palabras «eres un gordo borracho y apestoso».
Aunque Lois celebra la muerte de su suegro junto a Brian, a Peter las «últimas palabras» le causan una depresión, por su parte Lois reconoce estar de acuerdo con Francis respecto a que bebe mucho, por lo que Peter se compromete a dejar la bebida con la ayuda del crack como sustituto hasta que Brian, impactado por su reacción ante la droga opta por darle el teléfono de un hipnoterapeuta que le ayude a admitir cuál es la razón que le lleva a beber de manera abusiva; sin embargo, descubre una verdad que le deja atónito: Francis Griffin no es su padre biológico. Cuando va a pedirle explicaciones a su madre, esta le comenta que cuarenta años atrás tuvo una aventura con un hombre llamado Mickey McFinnigan cuando se encontraba en Irlanda.
En su afán por conocer a su verdadero padre, Peter llega a una pequeña localidad en la que descubre que es el borracho del pueblo, considerado un honor respetable por los vecinos de la aldea. Cuando Peter consigue encontrarle, este se niega a creer que sea su hijo biológico y recibe sus burlas. Sin embargo, Peter, lejos de rendirse, se acuerda de las palabras de Francis y admite que si él mismo es un borracho es porque su padre también lo es y decide desafiarle a que puede beber más que él con la idea de convencerle. Durante el reto, ambos mantienen una discusión ininteligible (a causa de la embriaguez de los dos) sobre los estereotipos americanos hasta que Peter consigue vencerle cuando Mickey cae inconsciente al suelo instantes antes de que Peter vuelva a perder el conocimiento ganándose así el reconocimiento y el aprecio de su padre.
Por otro lado, Stewie empieza a portarse de manera posesiva para malestar de Lois, quien ya empezaba a temerse que llegara la fase del «niño caprichoso» después de que este empezara a abrir los regalos de Meg. Sin embargo, Lois empieza a hartarse de su actitud cuando Stewie, en una rabieta le rompe a su madre un preciado collar de perlas. Enfadada, finalmente le arrea un cachete que le provoca el llanto y huye de ella hasta que descubre que le gusta que le peguen, por lo que a lo largo de la subtrama empieza a portarse mal a propósito para provocar a su madre, quien consciente de sus intenciones opta por ignorarle hasta que el lactante reconoce tener un serio problema con su encontrado «fetichismo».

## Producción
Este es el tercer episodio a lo largo de la serie en el que sale el personaje de Francis, al igual que el tercer trabajo de Danny Smith como guionista en los que aparece el personaje. Seth MacFarlane comentó que [los guionistas] hicieron una labor excelente de principio a fin. Antes de la producción del capítulo hubo varias discrepancias sobre la presencia del padre de Peter. MacFarlane declaró en el audiocomentario del DVD que siempre se ha imaginado al padre de Peter como "un gordo leprechaun borracho». La razón por la que «mataron» a Francis fue porque el antagonismo de este se estaba convirtiendo para los guionistas en un «dolor de muelas», el propio MacFarlane también comentó que tenía pensado matar a Kevin Swanson tal como mencionaron en el episodio Stew-Roids donde anunciaron que murió en la guerra de Irak. Hubo una escena que fue directamente descartada en la que aparecía Peter con la idea de dejar de beber, pero los productores declararon que «no iba a ninguna parte».
La escena en la que Peter asistía al hipnoterapeuta fue recortada para la televisión; no fue así en la edición DVD donde el médico (Bruce) habla sobre los genitales y el aparato reproductor masculino. En las escenas en las que Peter descubre que Francis no es su verdadero padre y en la que Stewie fantasea con ser torturado por Lois se puede escuchar el sonido de un arpa, lo cual según MacFarlane lleva mucha labor por delante. Las botellas de cerveza sobre la pista de aterrizaje del aeropuerto fueron animadas por CGI al igual que el taxi circulando por las calles. En el audiocomentario, MacFarlane detalla que la escena no podría haber salido bien sin la ayuda de un ordenador. La escena de los dos hombres haciendo círculos durante cincuenta años mientras uno espera al otro a ver quién pega primero fue suprimida en la televisión.